# کندی مایلو
کندی مایلو (انگلیسی: Candi Milo؛ زادهٔ ۹ ژانویهٔ ۱۹۶۱) بازیگر، صداپیشه و خواننده اهل ایالات متحده آمریکا است. وی از سال ۱۹۷۷ میلادی تاکنون مشغول فعالیت بوده است.
از فیلم‌ها یا برنامه‌های تلویزیونی که وی در آن نقش داشته است، می‌توان به جیمی نوترون: پسر نابغه اشاره کرد.